# دوري آيسلندا الممتاز 1993
دوري آيسلندا الممتاز 1993 (بالآيسلندية: Getraunadeild karla í knattspyrnu 1993) هو الموسم 82 من  دوري آيسلندا الممتاز. أقيم خلال الفترة 23 مايو 1993 وحتى 25 سبتمبر 1993، والذي يشرف على تنظيمه اتحاد آيسلندا لكرة القدم، وكان عدد الأندية المشاركة فيه  10، وفاز فيه ابروتاباندلاج أكرانيس.